# Erwin Schädler
Erwin Schädler (* 8. April 1917 in Ulm; † 9. Oktober 1991) war ein deutscher Fußballspieler. Der Außenläufer beziehungsweise Halbstürmer im damaligen WM-System kam 1937 und 1938 in vier Spielen in der deutschen Fußballnationalmannschaft zum Einsatz.

## Karriere

### Vereine
Der Außenläufer und Halbstürmer begann seine fußballerischen Aktivitäten beim Ulmer FV 1894 und wurde dort auch zum Nationalspieler. Während des Zweiten Weltkrieges spielte er für Eintracht Frankfurt und blieb auch nach dem Krieg in Hessen sesshaft. Nach Ende des Krieges gehörte Schädler der Eintracht-Mannschaft in den ersten Jahren der Fußball-Oberliga Süd bis 1950 an, unterbrochen durch eine Saison, 1948/49, bei Ulm 1846. In der aufgeführten Literatur gibt es eine Diskrepanz der Anzahl der von Schädler absolvierten Spiele in der Oberliga Süd für Eintracht Frankfurt. Im Spielerlexikon wird er mit 59 und im Eintracht-Buch von Matheja mit 78 Ligaeinsätzen notiert. Die Anzahl der Spiele bei Ulm in der Saison 1948/49 mit 29 Spielen geben beide Nachschlagewerke gleich an. Mit Ulm ist der Ex-Nationalspieler an der Seite von Toni Turek und Hans Eberle als 15. abgestiegen und hat dann noch 1949/50 bei der Eintracht am 4. September 1949 das Startspiel der Runde bei Waldhof Mannheim bestritten, ehe er seine Spielerlaufbahn beendet hat.
In späteren Jahren war er Trainer u. a. bei Preußen Frankfurt und bei der Spvgg. 03 Neu-Isenburg, mit der er 1956 Deutscher Amateurmeister wurde und als Hessenmeister in die Zweite Liga Süd aufstieg.

### Auswahl-/Nationalmannschaft
Schädler kam in der Saison 1938/39 in der Auswahl von Württemberg im Reichsbundpokal in den Spielen gegen Westfalen (1:0) und Mitteldeutschland (8:3) zum Einsatz und schied erst im Halbfinale am 5. Februar 1939 in Stuttgart mit 1:2 gegen Schlesien aus dem Wettbewerb aus. Er lief jeweils als linker Außenläufer an der Seite von Mittelläufer Alfred Picard dabei auf. In der Saison 1940/41, er spielte jetzt bei Eintracht Frankfurt, vertrat er die Farben der Südwestauswahl in den zwei Spielen in der Zwischenrunde gegen die Nordmark (0:0 n. V.; 4:2). Beim Wiederholungsspiel am 12. Januar 1941 in Saarbrücken stürmte der junge Fritz Walter aus Kaiserslautern als Mittelstürmer in der Auswahl von Südwest.
Mit der deutschen Studentennationalmannschaft gewann er – unter anderem mit Gunther Baumann und Fritz Hack – das Fußballturnier im Rahmen der vom 20. bis 27. August 1939 in Wien ausgetragenen Studenten-Weltspiele mit zwei Siegen über Ungarn (2:1) und Italien (3:0).
Als Schädler mit seinem Ulmer FV in der Runde 1936/37 sich in der Aufstiegsrunde zur Gauliga Württemberg durchsetzte, wurde er 19-jährig erstmals in die Nationalmannschaft berufen. Insgesamt bestritt er in den Jahren 1937 und 1938 vier Länderspiele mit der Nationalmannschaft. An einem Doppelspieltag der Nationalmannschaft, am 21. März 1937, debütierte das junge Talent aus Ulm in der DFB-Auswahl. Mit Andreas Kupfer und Wilhelm Sold bildete er bei einem 3:2-Erfolg gegen Luxemburg die deutsche Läuferreihe. Seine zweite Berufung erfolgte drei Monate danach bei einem 3:1 gegen Lettland. Sein drittes und viertes Länderspiel absolvierte er in der Saison 1937/38, als er mit dem Ulmer FV den 8. Rang in der Gauliga Württemberg belegte. Das dritte Länderspiel fand am 29. August 1937 in Königsberg gegen Estland statt; das WM-Qualifikationsspiel gewann die deutsche Mannschaft mit 4:1. Walter Rose, Goldbrunner und Schädler bildeten dabei die Läuferreihe. Als am 20. März 1938 vom DFB wiederum ein Doppelländerspieltag durchgeführt wurde, kam der Mann aus Ulm in Wuppertal gegen Luxemburg (2:1) in der zweiten Auswahl zum vierten und letzten Länderspieleinsatz; zeitgleich trat die A-Auswahl in Nürnberg gegen Ungarn an (1:1). Am 16. Mai 1937 hatte die Nationalmannschaft mit einem 8:0 gegen Dänemark aufhorchen lassen und damit den Ruf der legendären „Breslau-Elf“ begründet. Das überragende Außenläuferpaar aus Schweinfurt, Kupfer und Albin Kitzinger, verhinderten im Verbund mit dem zusätzlichen Reservoir durch die österreichischen Nationalspieler, die nach dem Anschluss von Österreich für die deutsche Nationalmannschaft spielberechtigt waren, weitere Berufungen von Schädler.
Schädler war seit 9. November 1936 Bewerber bei der SS. Ob er reguläres Mitglied dieser Organisation wurde, ist unbekannt.